# 福島空港インターチェンジ
福島空港インターチェンジ（ふくしまくうこうインターチェンジ）は、福島県石川郡玉川村にあるあぶくま高原道路のインターチェンジである。

## 道路
- E80 あぶくま高原道路（4番）

### 道路施設
福島空港インターランプ1号橋
- 全長：18.7m
- 幅員：7.0（14.5）m
- 形式：PC単純プレテン中空床版桁橋
- 竣工：2006年度
- 施工：オリエンタル建設

取付道路終点側の玉川村吉字宮ノ前に位置し、一級水系阿武隈川水系泉郷川支流金波川を渡る。総工費は2億4700万円。
福島空港インターランプ2号橋
- 全長：65.0m
  - 主径間：35.6m
- 幅員：7.0（14.5）m
- 形式：2径間鋼連続鈑桁橋
- 竣工：2007年度
- 施工：JSTブリッジ

オン・オフランプ合流部直後の橋梁で、玉川村吉字樋場に位置し、一級水系阿武隈川水系泉郷川支流金波川を渡る。総工費は4億4900万円。

## 接続する路線

### 直接接続
- 福島県道63号古殿須賀川線
- 福島県道42号矢吹小野線

## 周辺
- 福島空港
- 玉川村勤労者体育センター
- 道の駅たまかわ

## 隣
E80 あぶくま高原道路
(3) 玉川IC - (4) 福島空港IC - (5) 石川母畑IC